# James L. Buckley
James Lane Buckley (ciudad de Nueva York, 9 de marzo de 1923-18 de agosto de 2023) fue un juez federal estadounidense. Fue Senador de los Estados Unidos por el estado de Nueva York como miembro del Partido Conservador de Nueva York.

## Carrera política
Buckley ejerció desde el 3 de enero de 1971 hasta el 3 de enero de 1977. Antes de ellos fue vicepresidente y director de la Catawba Corporation desde 1953 hasta 1970, y antes ejerció como Subsecretario de Estado para Asistencia en Seguridad 1981–1982, presidente de la Radio Free Europe/Radio Liberty, Inc. 1982–1985, y juez federal 1985–2000.

## Muerte
James L, Buckley era el senador más anciano después de la muerte del senador Fritz Hollings en 2019. Buckley había cumplido 100 años el 9 de marzo de 2023. Falleció en el Sibley Memorial Hospital en Washington D. C. el 18 de agosto por lesiones sufridas por una caída.